# 前190年
| 千纪： | 前1千纪 |
| 世纪： | 前3世纪 \| 前2世纪 \| 前1世纪                                                                                         |
| 年代： | 前220年代 \| 前210年代 \| 前200年代 \| 前190年代 \| 前180年代 \| 前170年代 \| 前160年代                               |
| 年份： | 前195年 \| 前194年 \| 前193年 \| 前192年 \| 前191年 \| 前190年 \| 前189年 \| 前188年 \| 前187年 \| 前186年 \| 前185年 |
| 纪年： | 西汉汉惠帝五年 |

## 大事记
- 馬格尼西亞戰役（Battle of Magnesia），羅馬共和國戰勝塞琉西帝國

## 出生
- 喜帕恰斯（Ἳππαρχος，約前190年－前120年）是古希臘的天文學家，被稱為「方位天文學之父」。

## 逝世
- 曹参，西汉相国。